# Антелоп-Гіллс (Вайомінг)
Антелоп-Гіллс (англ. Antelope Hills) — переписна місцевість (CDP) в США, в окрузі Натрона штату Вайомінг. Населення — 95 осіб (2020).

## Географія
Антелоп-Гіллс розташований за координатами 43°4′52″ пн. ш. 106°18′45″ зх. д. / 43.08111° пн. ш. 106.31250° зх. д. (43.081136, -106.312584).  За даними Бюро перепису населення США в 2010 році переписна місцевість мала площу 34,63 км², з яких 34,50 км² — суходіл та 0,13 км² — водойми.

## Демографія
Згідно з переписом 2010 року, у переписній місцевості мешкало 97 осіб у 44 домогосподарствах у складі 27 родин. Густота населення становила 3 особи/км².  Було 65 помешкань (2/км²).
Расовий склад населення:
| - 91,8 % — білих - 6,2 % — корінних американців |

До двох чи більше рас належало 2,1 %. Частка іспаномовних становила 3,1 % від усіх жителів.
За віковим діапазоном населення розподілялося таким чином: 19,6 % — особи молодші 18 років, 67,0 % — особи у віці 18—64 років, 13,4 % — особи у віці 65 років та старші. Медіана віку мешканця становила 50,8 року. На 100 осіб жіночої статі у переписній місцевості припадало 115,6 чоловіків;  на 100 жінок у віці від 18 років та старших — 100,0 чоловіків також старших 18 років.
Цивільне працевлаштоване населення становило 0 осіб. 